# Sebagena poliopepla
Sebagena poliopepla är en fjärilsart som beskrevs av George Francis Hampson 1905. Sebagena poliopepla ingår i släktet Sebagena och familjen trågspinnare. Inga underarter finns listade.